# Biagio Pangallo
Biagio Pangallo per i francesi Blaise Pangalo (Forio, metà XVI secolo – Brest, 17 novembre 1714) è stato un ingegnere navale italiano.
Fu al servizio  di Luigi XIV dal 1681 al 1714. Fu tra i protagonisti nella creazione di una grande flotta militare francese e i suoi progetti furono modelli per i vascelli in linea della sua epoca.

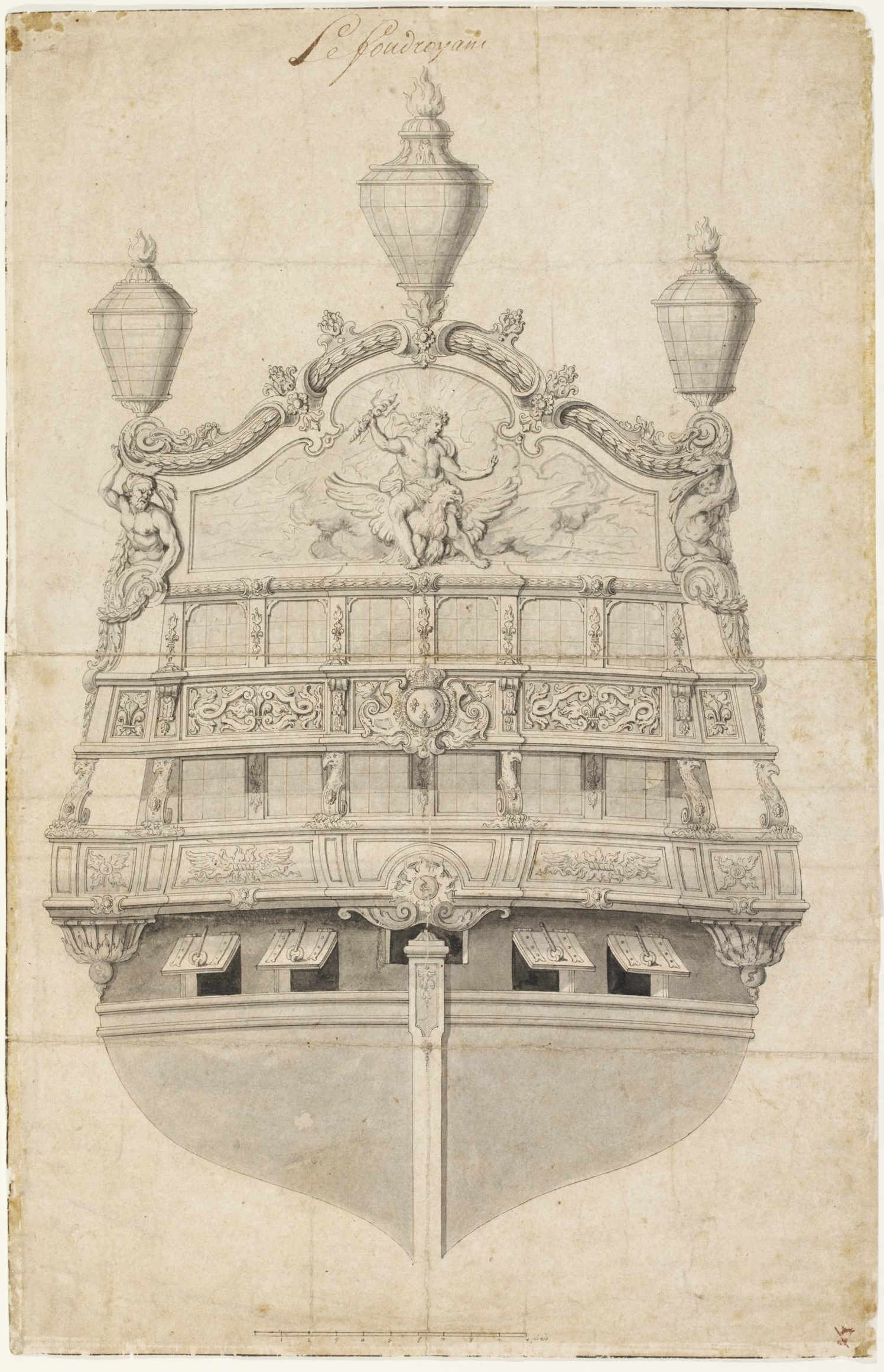
La poppa del Soleil Royal

## Biografia
Appreso il mestiere di mastro d'ascia a Napoli, si trovò a lavorare a Tunisi dove fu notato dal capitano de Torville che lo portò in Francia nel 1679. Il suo primo lavoro fu la progettazione di migliorie alla fregata La Favorite, costruita negli anni precedenti.
Lo scopo di Tourville era di utilizzare il mestiere del giovane italiano per stimolare quelle dei carpentieri del porto di Tolone. Nel 1680 Tourville, che nel frattempo aveva avanzato nella carriera, lo incaricò di realizzare un modello in scala di un vascello a due ponti che fu presentato al re facendolo galleggiare sul un canale a Versailles.
Iniziò così la sua attività  di costruttore navale dal 1681 al 1689 a Tolone e Brest, in un periodo in cui Colbert e i suoi successori  puntava a creare una flotta militare moderna.
le sue navi si caratterizzavano per velocità e manovrabilità e la sua opera venne apprezzata dal re che nel 1701 lo premiò con una medaglia d'oro dopo il varo del vascello Diamant.
Dopo il 1689 si stabili definitivamente a Brest. Suo figlio Joseph seguì le sue orme: fu capomastro nel porto di Brest e operò anche in Russia.

## Opere
Durante la sua carriera di capo costruttore navale fu responsabile della realizzazione di 15 vascelli di linea per la marina militare (oltre a varie imbarcazioni minori) tra cui: 
- Conquérant, varato nel 1688 a Tolone con 84 cannoni.
- Saint Esprit, varato a Brest nel 1690, con 90 cannoni.
- Le Soleil-Royal (Foudroyant), in servizio dal 1693 à 1713 con 104 cannoni su 3 ponti.
- Terrible, in servizio dal 1693 al 1714, con 100 cannoni.